# Муаран
Муаран (фр. Moirans) — коммуна во Франции, находится в регионе Рона — Альпы. Департамент коммуны — Изер. Входит в состав кантона Тюллен. Округ коммуны — Гренобль.
Код INSEE коммуны — 38239. Население коммуны на 2006 год составляло 7860 человек. Населённый пункт находится на высоте от 180 до 341 метров над уровнем моря. Муниципалитет расположен на расстоянии около 470 км юго-восточнее Парижа, 75 км юго-восточнее Лиона, 20 км северо-западнее Гренобля. Мэр коммуны — Gérard Simonet, мандат действует на протяжении 2008—2015 гг.
Динамика населения (INSEE):